# Ruesga
Ruesga és un municipi de la Comunitat Autònoma de Cantàbria. Està situat en una vall travessada pel riu Asón i limita amb els municipis de Solórzano i Voto, al nord; Soba, al sud; Rasines i Ramales de la Victoria, a l'est; i Arredondo, Riotuerto i Entrambasaguas a l'oest.

## Localitats
- Calseca.
- Matienzo.
- Mentera Barruelo.
- Ogarrio.
- Riva (Capital).
- Valle.

## Demografia
| 1900  | 1910  | 1920  | 1930  | 1940  | 1950  | 1960  | 1970  | 1980  | 1990  | 2000  | 2005  |
| ----- | ----- | ----- | ----- | ----- | ----- | ----- | ----- | ----- | ----- | ----- | ----- |
| 2.829 | 3.102 | 2.723 | 2.920 | 2.700 | 2.671 | 3.249 | 2.026 | 1.420 | 1.400 | 1.224 | 1.127 |

Font: INE